# صهاريج عدن

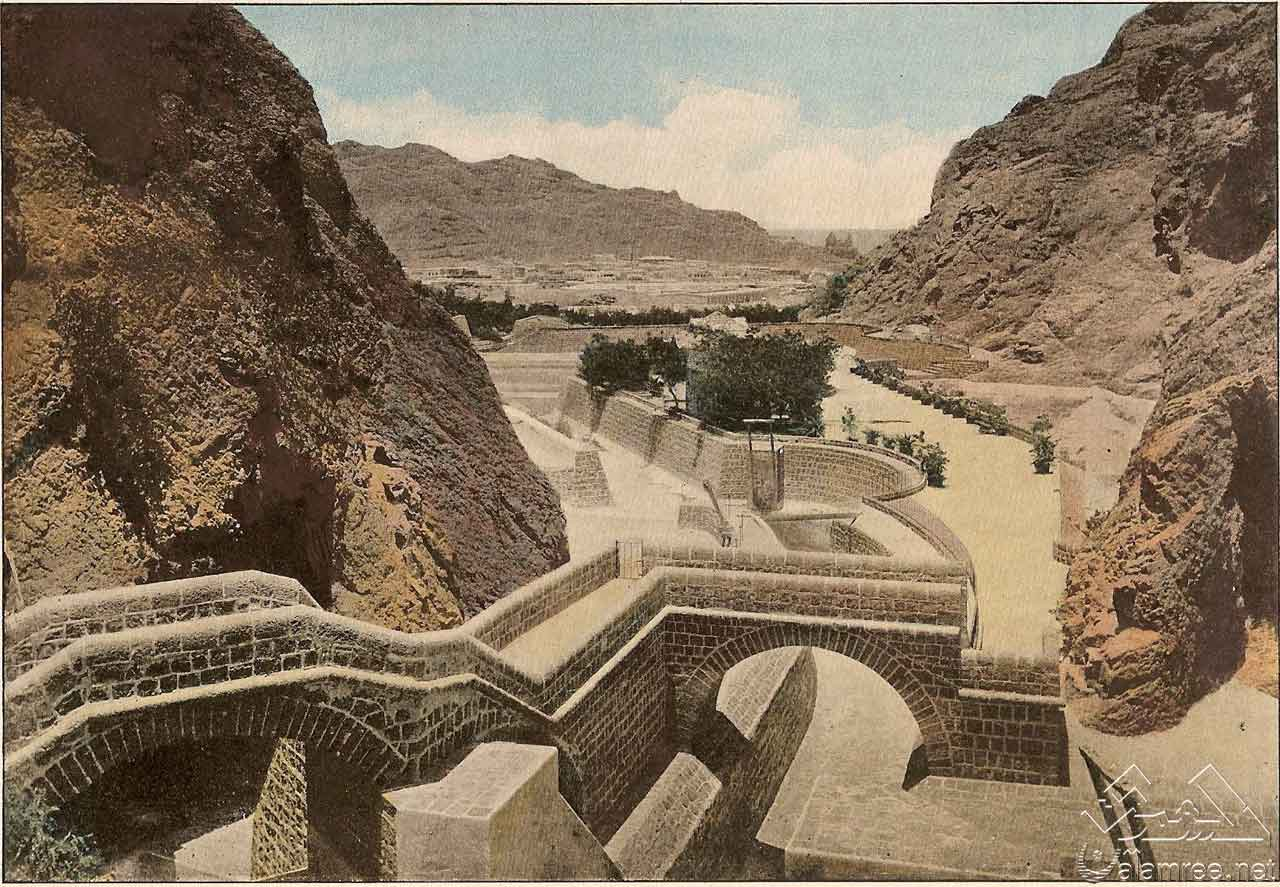
صهاريج الطويلة - عدن

منظر لصهاريج الماء في عدن 1920

صهاريج عدن أو صهاريج الطويلة في مدينة كريتر مديرية صيرة وتحديداً بوادٍ يعرف بوادي الطويلة في امتداد خط مائل من الجهة الشمالية الغربية لمدينة كريتر - عدن، التي تقع أسفل مصبات هضبة عدن المرتفعة حوالي 800 قدم عن سطح البحر.
هي خزانات مياه لتخزين مياه الأمطار لاستخدامها للزراعة وللشرب، وهي أيضاً لحماية مدينة عدن من السيول التي تسبب دماراً كبير حين نزولها كل عام، ولهذا بنيت هذه الصهاريج.
تعد صهاريج عدن من أبرز المعالم التاريخية والسياحية التي يحرص على زيارتها الزوار المحليون والسياح العرب والأجانب القادمون إلى مدينة عدن والتي تدل على عمق الحضارة اليمنية القديمة.
دراسات أثرية حديثة غير مكتملة، ترجح أن الحِمْيَرِيين كان من شيد صهاريج المياه الضخمة المعروفة حالياً بـ«صهاريج عدن» والتي تخزن قرابة 13,638,2757 لتر من الماء.

## شكلها
وتأخذ الهضبة شكلاً شبه دائري حيث يقع المصب عند رأس وادي الطويلة، وتتصل الصهاريج بعضها ببعض بشكل سلسلة وقد شيدت في مضيق يبلغ طوله 750قدماً تقريباً، ويحيط بها جبل شمسان بشكل دائري باستثناء منفذ يؤدي ويتصل بمدينة كريتر.

## إنشائها
واختلفت المصادر التاريخية في تحديد الوقت الذي تم فيه بناء صهاريج عدن، فلم يجد الدارسون والباحثون الأثريون أي سند أو نقوش أو دلالة تشير إلى تاريخ بنائها.
ولعل ما يلفت النظر وجود لوحة مثبتة على جدار بالقرب من صهريج كوجلان مكتوب عليها «هذه الخزانات في وادي الطويلة مجهول تاريخها».
وكلمة (صهريج) لفظة مستعربة من اللغة الفارسية وتعني: حوض الماء.
الغرض من انشائها
بنيت الصهاريج بغرض معالجة مشكلة شح المياه العذبة في هذه المنطقة البركانية، من خلال إقامة منشآت مائية من آبار وحياض وصهاريج لحفظ مياه الأمطار. وهي تحمي المدينة من الفيضانات الموسمية، بتلقفها السيول من أعالي الهضبة وتخفيف اندفاعاتها وتغذية الآبار الجوفية عبر فتحات خاصة صممت بشكل دائري في قاع كل صهريج.

## عددها
قدر الباحثون عدد صهاريج عدن (الطويلة) بنحو 55 صهريجاً معظمها مطمور تحت الأرض أو أصابه الخراب، وما هو قائم منها لا يزيد على 18 صهريجاً فقط تستوعب نحو 20 مليون جالون وتستقبل صهاريج الطويلة سنوياً عشرات الآلاف من الزوار والسياح العرب والأجانب لغرض الإطلاع على مكوناتها المدهشة وخزاناتها ومتحفها.